# ブルワーク (戦艦)
ブルワーク (HMS Bulwark) はイギリス海軍の戦艦。フォーミダブル級。

## 艦歴
デヴォンポート工廠で建造。1902年3月11日竣工。
第一次世界大戦中の1914年11月26日午前7時50分、シェアネス近くのKethole Reachに停泊していたブルワークは爆発を起こした。この爆発でブルワークは破壊され、乗員の大半が死亡した。爆発の原因は不明であるが、高温でコルダイトが自然発火し、それによって弾薬が爆発したことによる可能性が高い。